# Pendanthura hendleri
Pendanthura hendleri là một loài chân đều trong họ Anthuridae. Loài này được Kensley miêu tả khoa học năm 1984.